# シタフロキサシン
シタフロキサシン（Sitafloxacin、別名：DU-6859a、商品名：グレースビット）はニューキノロン系の合成抗菌薬。第一三共により創成され、2009年現在は日本のみで上市されている。

## 薬理
シタフロキサシンは細菌のDNAジャイレース及びトポイソメラーゼIVに対して阻害活性を示し、DNA複製を阻害し、殺菌的に作用する。シタフロキサシンは、従来のキノロン耐性菌由来酵素に対しても強い阻害活性を示した。シタフロキサシンは生物由来でないため、正確には抗生物質ではなく、合成抗菌薬に分類される。

## 特長
抗菌活性の強い化合物であり、他剤に比べて低いMIC濃度で抗菌活性を示す。同社の発売しているオフロキサシン、レボフロキサシンに比べ、マイコプラズマやクラミジアに対しても十分な活性をもつ。ピロリ菌に対しても抗菌活性を示すため、3次除菌薬として除菌試験の途中で販売中止となったガチフロキサシンの代替薬として有望視されている。

## 適応症
同世代のガレノキサシンやモキシフロキサシンがレスピラトリー・キノロンとして上気道・呼吸器感染症にしか適応症がないのに比べ、広い適応症をもつ。
- 上気道・呼吸器感染症

咽頭・喉頭炎、扁桃炎、急性・続発性気管支炎、肺炎
- 尿路感染症

膀胱炎、腎盂腎炎、尿道炎
- 婦人科領域

子宮頸管炎
- 耳鼻咽喉科領域

中耳炎、副鼻腔炎
- 歯科領域

歯周組織炎、顎炎